# Togo i olympiska sommarspelen 1988
Togo deltog i de olympiska sommarspelen 1988 med en trupp bestående av sex manliga deltagare, men ingen av dessa erövrade någon medalj.